# Танберг (тауншип, Миннесота)
Танберг (англ. Tanberg) — тауншип в округе Уилкин, Миннесота, США. На 2000 год его население составило 68 человек.

## География
По данным Бюро переписи населения США площадь тауншипа составляет 86,2 км², из которых 86,2 км² занимает суша, водоёмов нет.

## Демография
По данным переписи населения 2000 года здесь находились 68 человек, 24 домохозяйства и 21 семья. Плотность населения —  0,8 чел./км². На территории тауншипа расположено 33 постройки со средней плотностью 0,4 построек на один квадратный километр. Расовый состав населения: 97,06 % белых, 1,47 % коренных американцев и 1,47 % приходится на две или более других рас.
Из 24 домохозяйств в 41,7 % воспитывались дети до 18 лет, в 75,0 % проживали супружеские пары, в 8,3 % проживали незамужние женщины и в 12,5 % домохозяйств проживали несемейные люди. 12,5 % домохозяйств состояли из одного человека, при том 8,3 % из — одиноких пожилых людей старше 65 лет. Средний размер домохозяйства — 2,83, а семьи — 2,95 человека.
29,4 % населения — младше 18 лет, 26,5 % — от 25 до 44, 13,2 % — от 45 до 64 и старше 65 лет. Средний возраст — 40 лет. На каждые 100 женщин приходилось 106,1 мужчин. На каждые 100 женщин старше 18 приходилось 100,0 мужчин.
Средний годовой доход домохозяйства составлял 45 938 долларов, а средний годовой доход семьи — 42 188 долларов. Средний доход мужчин —  36 563 доллара, в то время как у женщин — 15 625. Доход на душу населения составил 17 429 долларов. За чертой бедности не находились ни одна семья и ни один человек.